# Pinus radiata
Pinus radiata D.Don (conhecido como pinheiro-de-monterey) é uma espécie de pinheiro originária do continente América. Pertence a família Pinaceae, sendo uma planta Monóica e Gimnospérmica. É uma árvore que não perde suas folhas durante o inverno e tem sua floração entre os meses de março e maio.
Sua área de distribuição natural abrange os países Canadá e Estados Unidos da América, sendo cultivada no Chile e no Brasil para estudos de usos de sua madeira.